# Yellowstonefloden
Yellowstonefloden eller Yellowstone River  er en biflod til Missouri-floden. Den er cirka 1.100 km lang, men kun sejlbar på cirka 500 km.
Den løber i staterne  	Wyoming, Montana, og North Dakota i det nordvestlige  USA. Den bliver anset for at være hovedbifloden til den øvre del af Missouri, og floden  og dens bifloder har et afvandingsområde som strækker sig fra Rocky Mountains i nærheden af Yellowstone National Park og tværs over bjergene og højsletterne i den sydlige del af Montana og det  nordlige Wyoming. Den er den længste uregulerede flod i de nedre 48 stater. Flodens afvandingsområde er på 181.299 km². Den største biflod er den østlige Powder River.